# Gelatina (mescolanza)
La gelatina (anche gelatina di frutta) è la mescolanza, gelificata a sufficienza, di zuccheri, di succo di frutta oppure di estratto acquoso (ovvero i costituenti solubili in acqua della frutta usata, in aggiunta o in sostituzione al succo) di una o più specie di frutta.

## Gelatina e gelatina extra secondo la legge vigente
La legge in vigore dal 2004 stabilisce due tipologie di gelatina di frutta: la gelatina e la gelatina extra. Nel primo caso la quantità di succo di frutta, estratto acquoso o entrambi usata per la produzione di 1000 g di prodotto finito non deve essere inferiore a quella usata per la produzione della confettura (ovvero 350 g in generale; 250 g per ribes rosso, sorbe, olivello spinoso, ribes nero, cinorrodi e mele cotogne); 150 g per lo zenzero; 160 g per il pomo di acagiù; 60 g per la granadiglia). Nel caso della gelatina extra la quantità sopracitata non deve essere inferiore a quella prevista per la confettura extra (ovvero 450 g in generale; 350 g per ribes rosso, sorbe, olivello spinoso, ribes nero, cinorrodi e mele cotogne; 250 g per lo zenzero; 230 g per il pomo di acagiù; 80 g per la granadiglia). In più nella gelatina extra non possono essere usati alcuni frutti, se mescolati ad altri: mele, pere, prugne a nocciolo aderente, meloni, cocomeri, uva, zucche, cetrioli e pomodori.
In sostituzione dello zucchero, si può usare il miele, il succo di agrumi nelle gelatine ottenute da altri frutti, succo di barbabietole rosse (solo nella gelatina e nella gelatina extra prodotta con fragole) lamponi, uva spina, ribes rossi e prugne, oli e grassi commestibili, pectina liquida, scorze di agrumi, foglie di malvarosa; inoltre sostanze alcoliche, vino, vino liquoroso, noci, nocciole mandorle, vaniglia, vanillina, erbe aromatiche, spezie.

## Differenze tra gelatina e confettura e altre categorie
Secondo le direttive del Decreto Legislativo numero 50 del 20 febbraio 2004, si definiscono i criteri per l'attribuzione della nomenclatura dei prodotti alimentari elaborati, che sono dal dispositivo di legge così indicati:
- Gelatina: è la mescolanza, sufficientemente gelificata, di zuccheri, di succo di frutta e/o estratto acquoso di una o più specie di frutta. La quantità di succo di frutta e/o di estratto acquoso utilizzata per la produzione di 1000 grammi di prodotto finito non deve essere inferiore a quella fissata per la produzione della confettura. Dette quantità sono calcolate previa detrazione del peso dell'acqua impiegata per la preparazione degli estratti acquosi.
- Gelatina extra: mescolanza, sufficientemente gelificata, di zuccheri, di succo di frutta e/o estratto acquoso di una o più specie di frutta. I seguenti frutti mescolati ad altri non possono essere utilizzati per la produzione di gelatine extra: mele, pere, prugne a nocciolo aderente, meloni, angurie, uva, zucche, cetrioli e pomodori.
- Confettura: mescolanza, portata a consistenza gelificata appropriata, dì zuccheri, polpa c/o purea di una o più specie di frutta e acqua. Per gli agrumi, tuttavia, la confettura può essere ottenuta dal frutto intero o tagliato c/o affettato. Il dispositivo di legge prevede una quantità minima di polpa o purea, in genere 350 grammi.
- Confettura extra: mescolanza, portata a consistenza gelificata appropriata, dì zuccheri, polpa non concentrata di una o più specie di frutta e acqua. Tuttavia, la confettura extra di cinorrodi e la confettura extra senza semi di lamponi, more, ribes neri, mirtilli e ribes rossi può essere ottenuta parzialmente o totalmente dalla purea non concentrata di questa specie di frutta. Per gli agrumi, la confettura extra può essere ottenuta dal frutto intero o tagliato e/o affettato. I seguenti frutti mescolati ad altri non possono essere utilizzati per la produzione di confetture extra: mele, pere, prugne a nocciolo aderente, meloni, angurie, uva, zucche, cetrioli e pomodori. La quantità di polpa utilizzata per la produzione di 1000 grammi di prodotto finito non deve essere inferiore a 450 grammi in generale.
- Marmellata gelatina: prodotto esente totalmente da sostanze insolubili, salvo eventualmente esigue quantità di scorza di agrumi finemente tagliata.
- Crema di marroni: mescolanza, portata a consistenza appropriata, di acqua, zuccheri e purea dì marroni. La quantità di purea di marroni (di Castanea Sativa) utilizzata per la produzione di 1000 grammi di prodotto finito deve essere non inferiore a 380 grammi.